# Walther von der Vogelweide

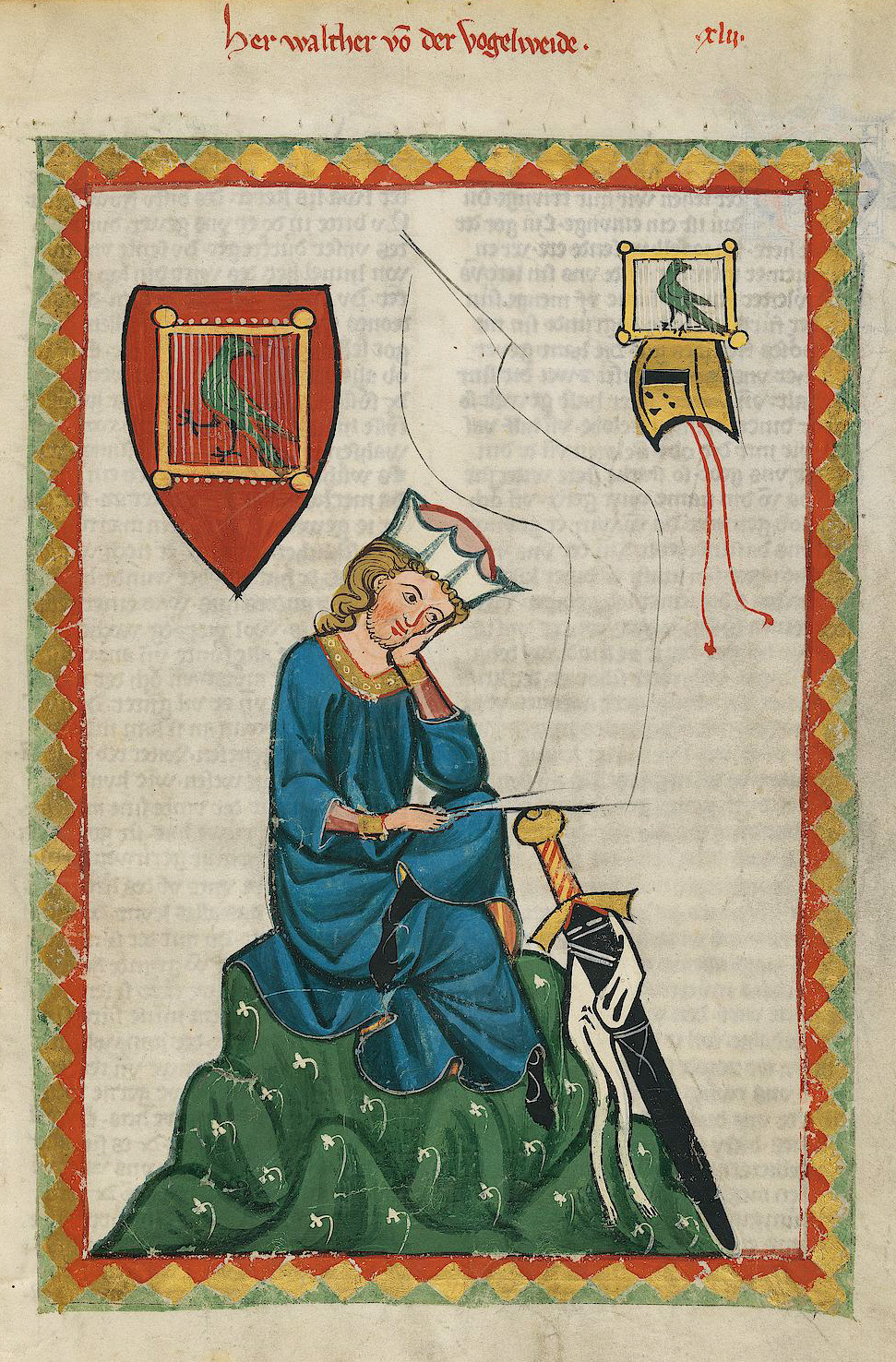
Walther von der Vogelweide (Codex Manesse, um 1300)

Walther von der Vogelweide (* um 1170, Geburtsort unbekannt; † um 1230, möglicherweise in Würzburg) gilt als der bedeutendste deutschsprachige Lyriker des Mittelalters. Er dichtete in mittelhochdeutscher Sprache.

## Quellen für Walthers Leben

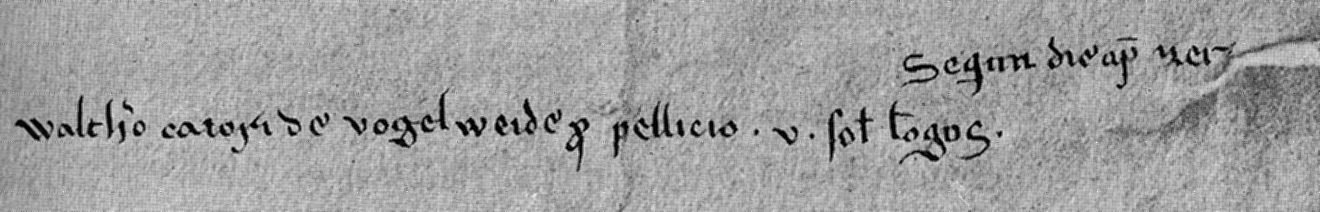
Einzige urkundliche Erwähnung Walthers, 1203

## Überlieferung

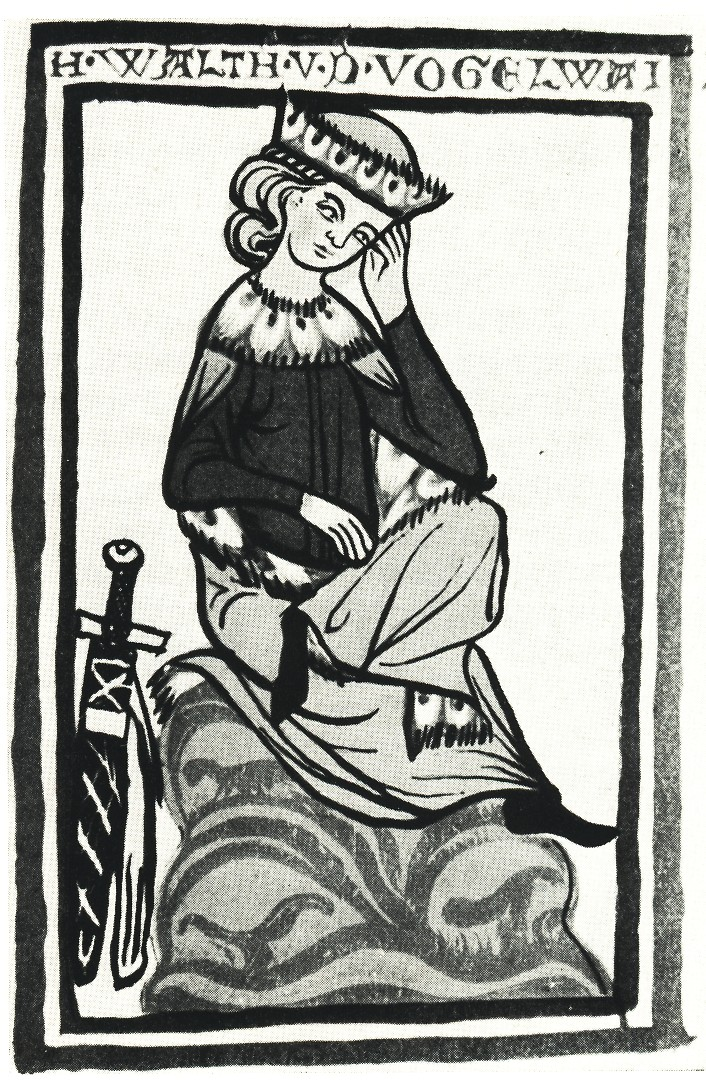
Variante der Weingartner Abbildung

### Walthers Leben nach seinen Dichtungen

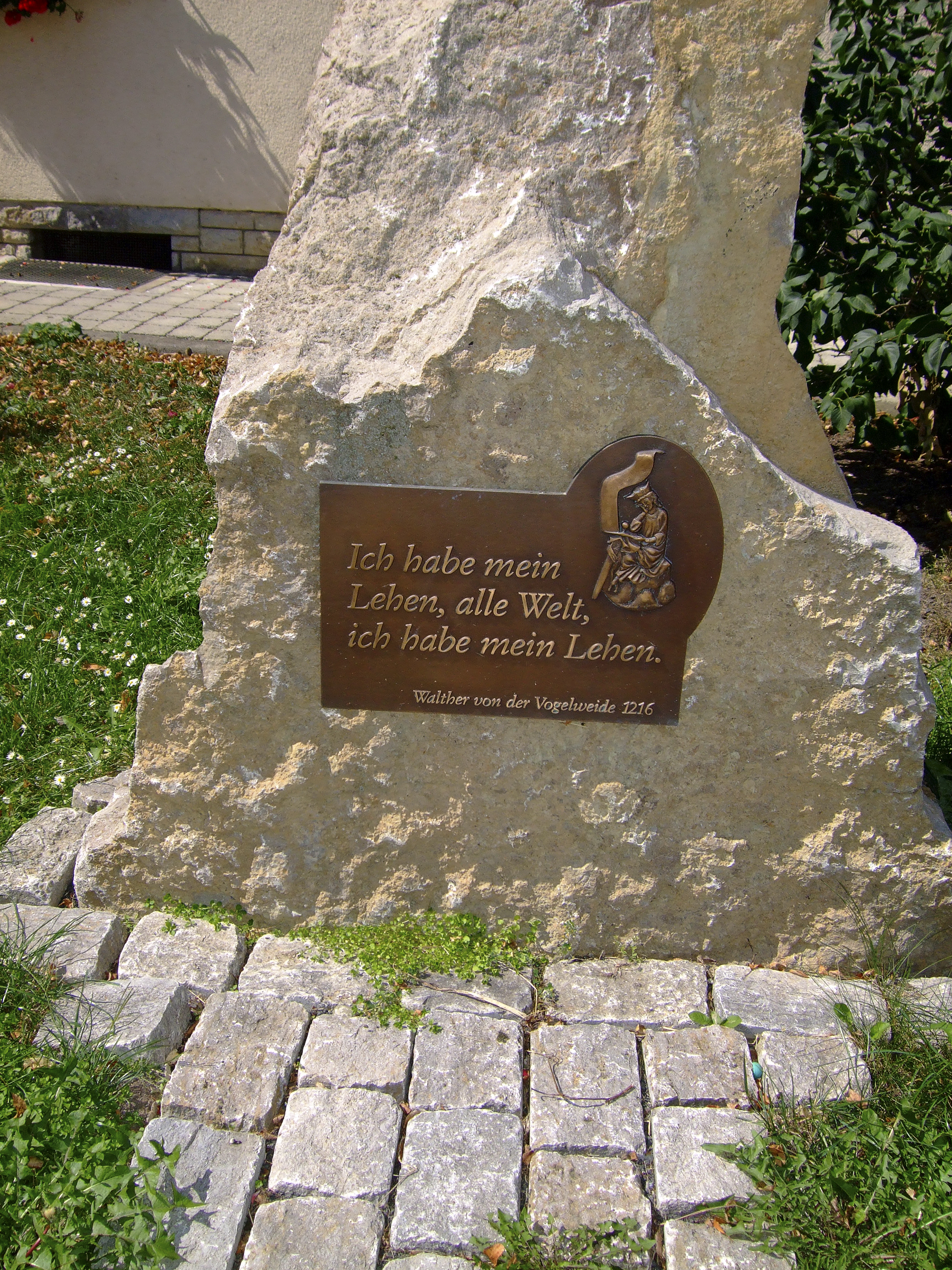
Gedenkstein für das Lehen in Herlheim

### Zentrale Themen von Walthers Minnesang

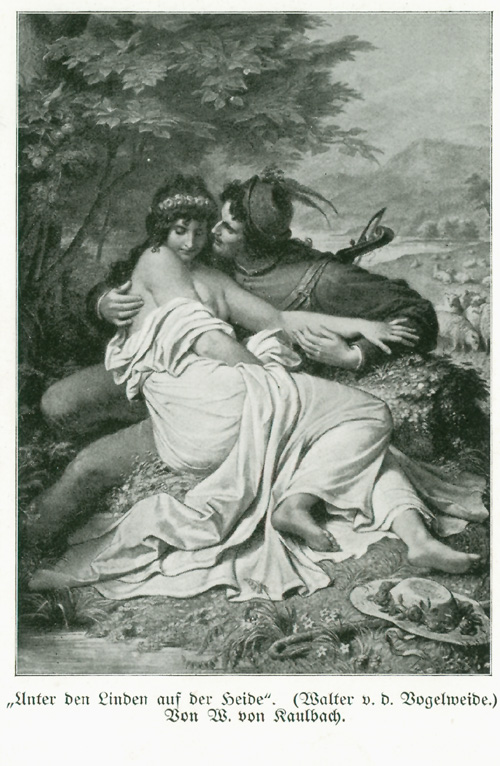
Wilhelm von Kaulbach: „Unter den Linden“